# イエバエ科
イエバエ科（イエバエか、Muscidae）は、ハエ目（双翅目）の科の一つ。イエバエやサシバエなどの衛生害虫を多数含む科である。

## 分布
イエバエ科の種は世界中に分布する。特にイエバエ亜科の各種は広い地域に生息し、アジアやアフリカの熱帯域では優占的な種となっている。

## 形態
体長は小型種で2.0mm、大型種では最大約15mmになる。体色は黄色、黒色、褐色などの種が多いが、ミドリイエバエ属 Neomyia、コミドリイエバエ属 Pyrellia、セスジミドリイエバエ属 Eudasyphora では金緑色、青色、紫色の体色を持つ種もあり、トゲアシメマトイ属 Hydrotaea には光沢のある黒色の種がある。口吻は大きな唇弁や吻管をもつが、吸血性のサシバエ亜科の種では口吻は硬化している。口肢は先端に向かって幅広になるのが普通であるが、カトリバエ属 Lispe ではスプーン型になる。
幼虫は前方の先端が細くなり、後方は切形となっている。

## 生態
成虫は日中に活動する。食性はさまざまで、花の蜜を摂食する種や、小さな昆虫を摂食する種（ハナレメイエバエ亜科など）、哺乳類から吸血する種（サシバエ亜科）などがいる。
卵から成虫になるまでの成長は早く、イエバエの場合は25℃の温度条件であれば、約2週間で成虫になる。

## 分類
イエバエ科の種は約170属4000種が記録されている。日本からは250種以上が記録されている。

## 人間との関係
成虫が家屋に侵入して家屋害虫となるイエバエを始め、多くの種が衛生害虫として知られている。

## ギャラリー

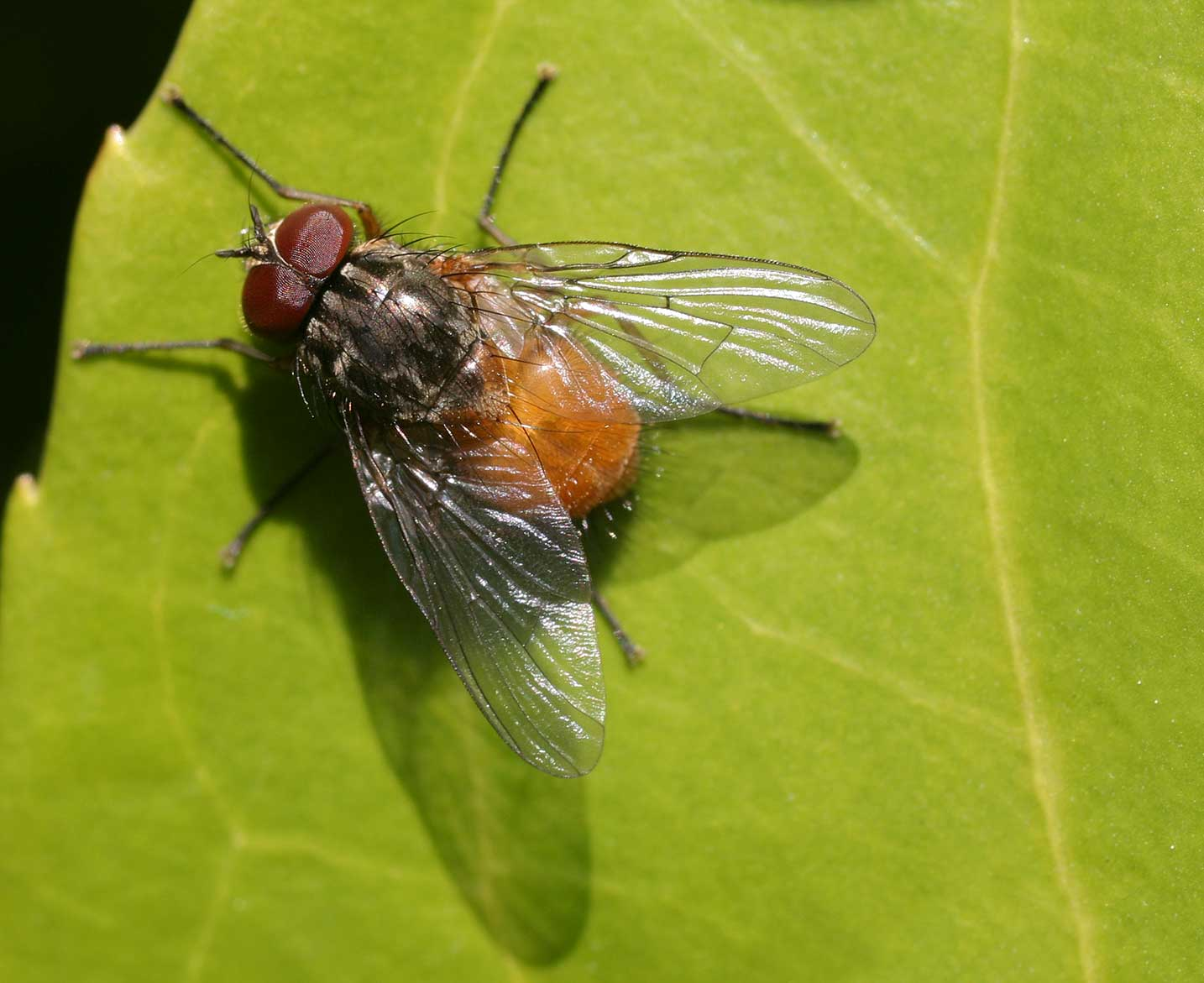
セマダライエバエ Graphomya maculata
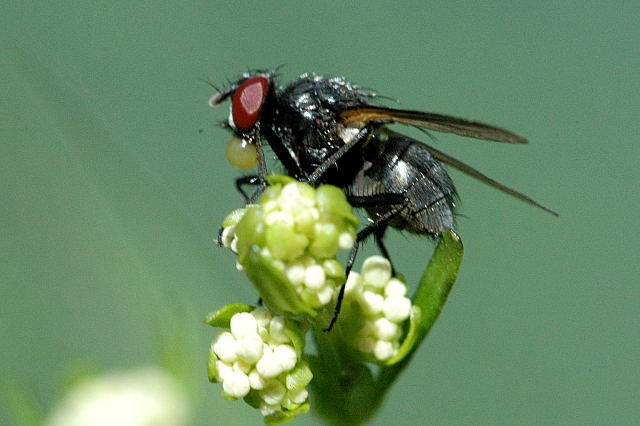
モモエグリハナバエ Hydrotaea dentipes
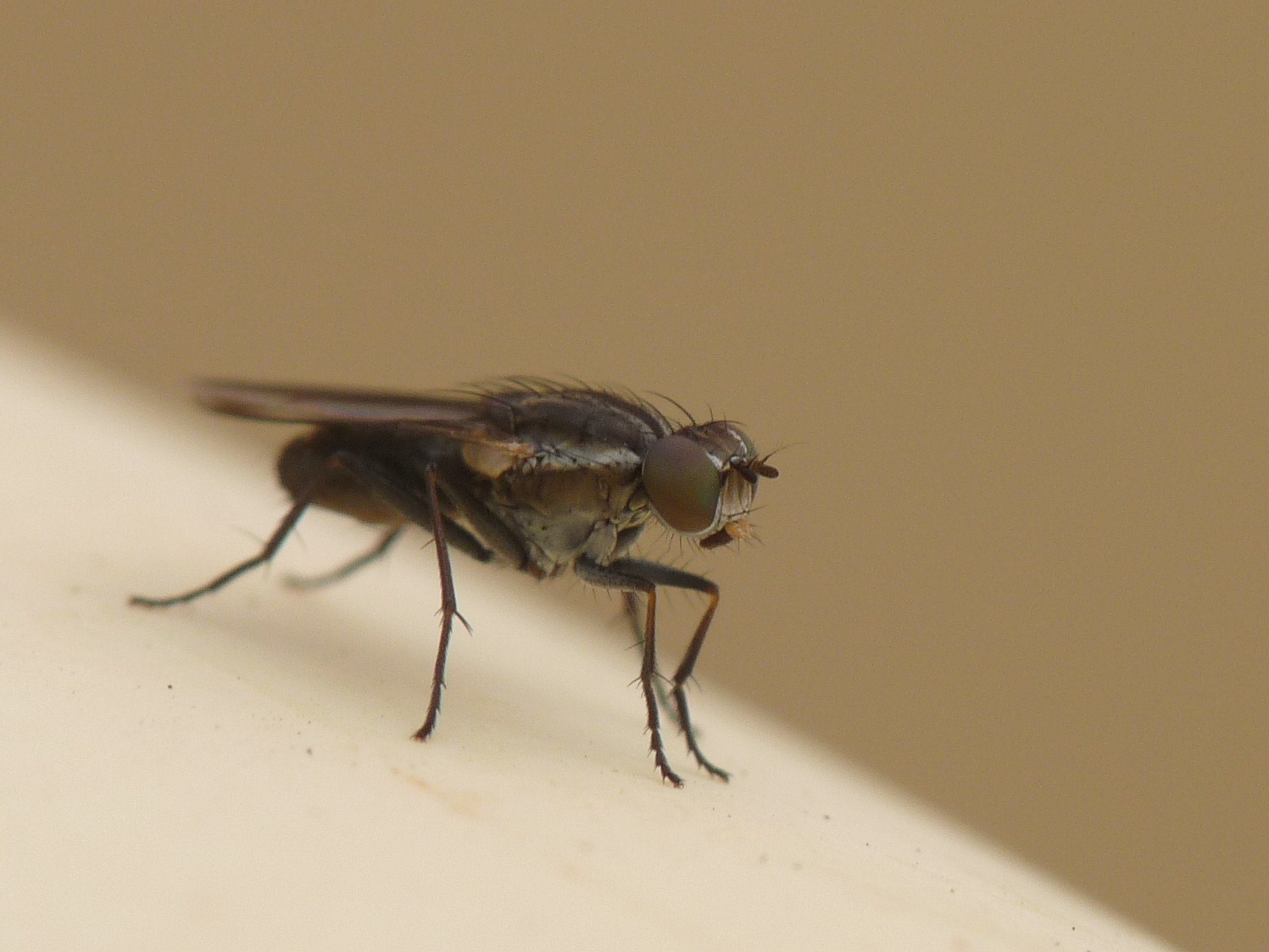
シナホソカトリバエ Lispe sinica
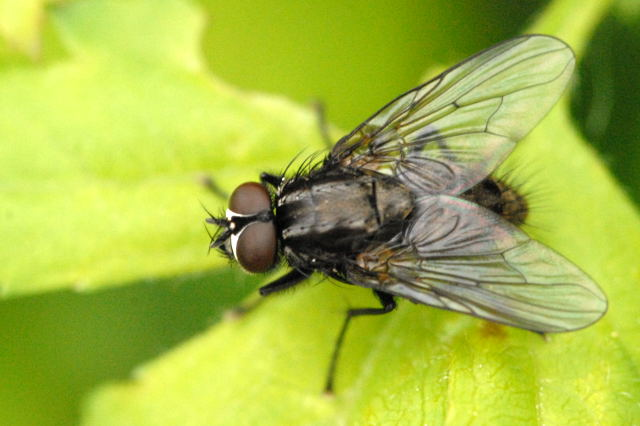
ウスホシマキバイエバエ Myospila meditabunda
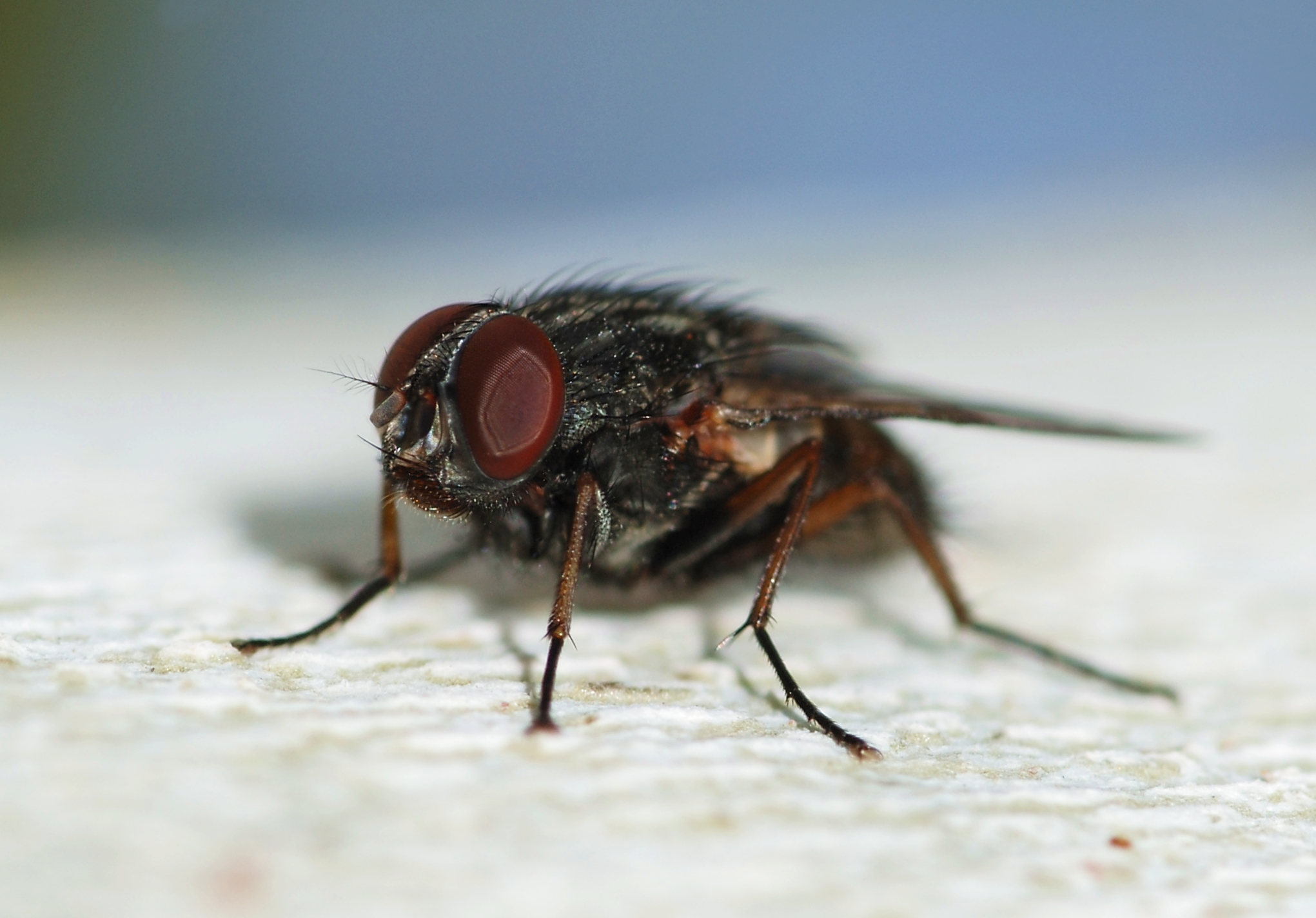
オオイエバエ Muscina stabulans
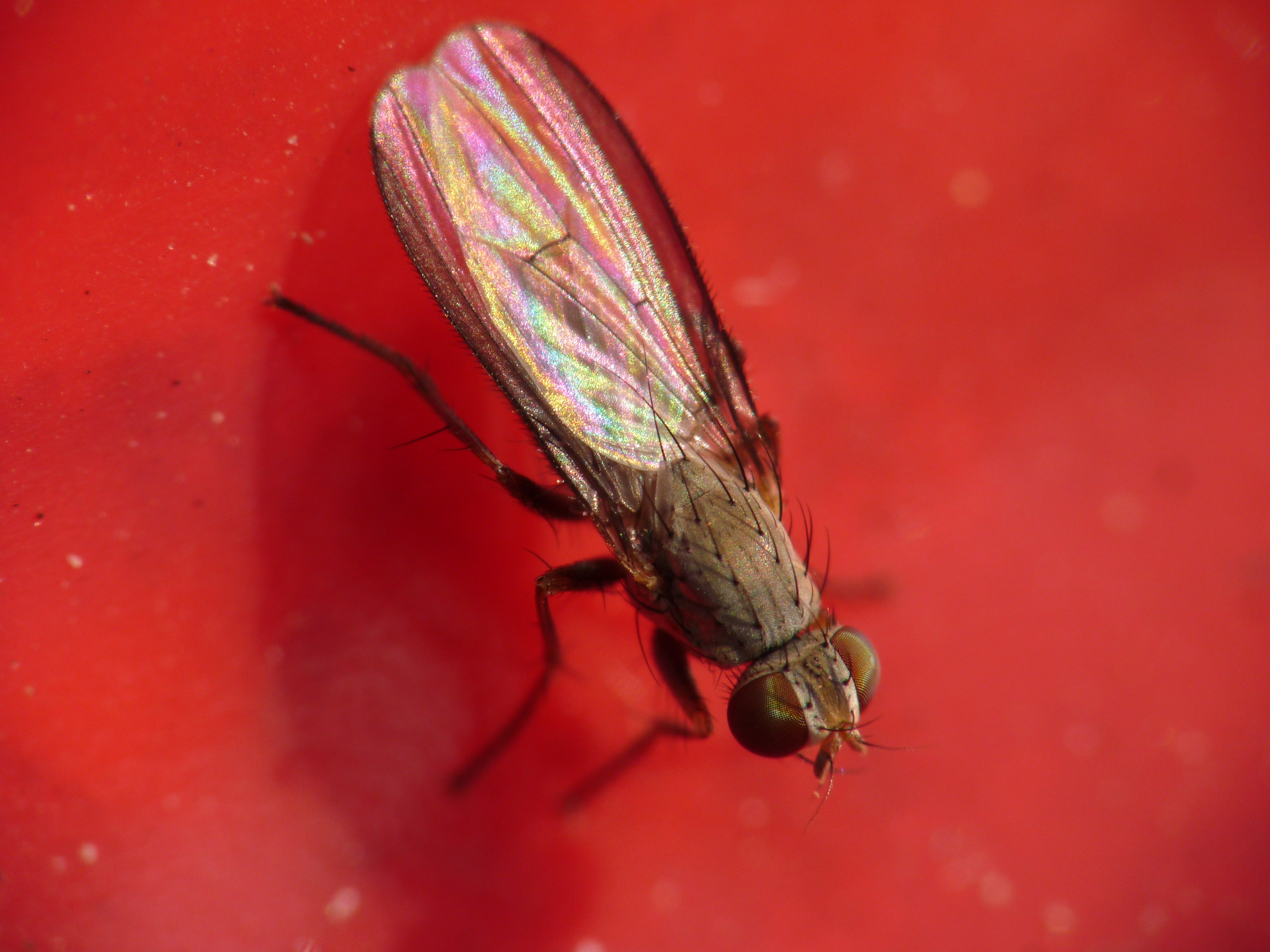
ヘリグロハナレメイエバエ Orchisia costata
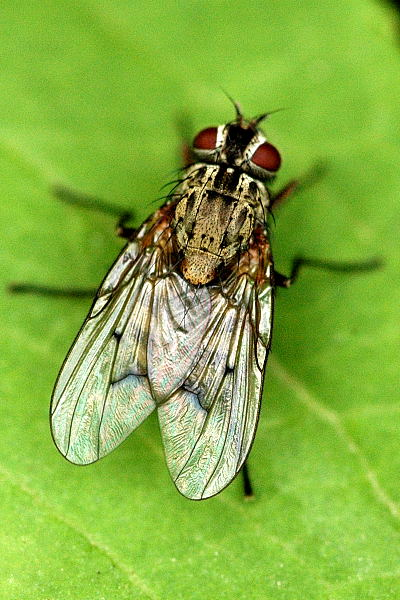
チャモントゲアシイエバエ Phaonia fuscata
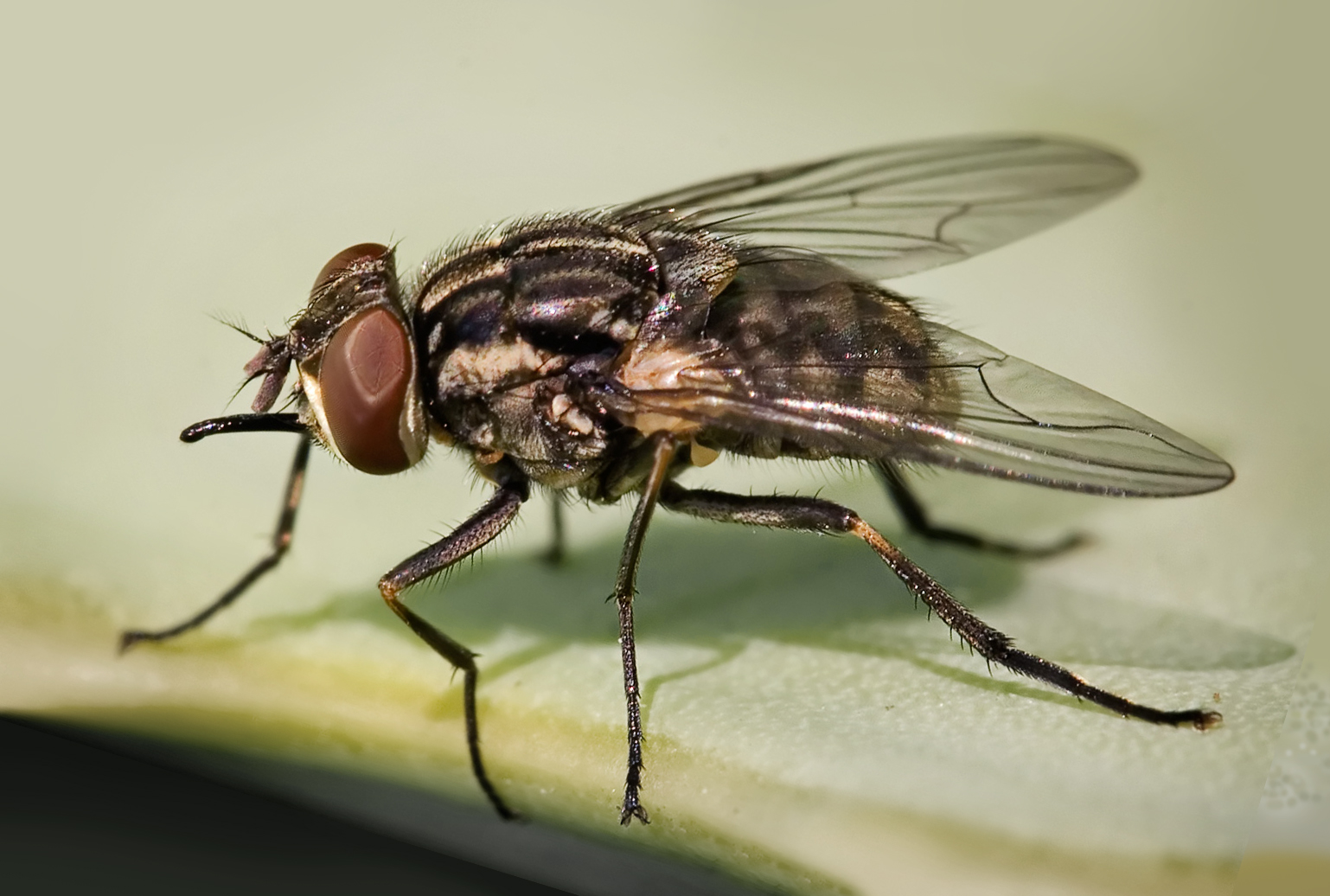
サシバエ Stomoxys calcitrans